# The Rescuers
The Rescuers (bra: Bernardo e Bianca; prt: Aventuras de Bernardo e Bianca ou As Aventuras de Bernardo e Bianca) é um filme de animação estadunidense de 1977 dirigido por John Lounsbery, Wolfgang Reitherman e Art Stevens para a Walt Disney Productions, com roteiro baseado em dois livros infantis de Margery Sharp. Com vozes de Bob Newhart, Eva Gabor, Geraldine Page, Joe Flynn e Bernard Fox, é o 23º filme de animação dos estúdios Disney.
The Rescuers marcou o retorno do drama aos filmes do estúdio e foi seguido por outro drama, The Fox and the Hound em 1981. Os animadores veteranos Ollie Johnston e Frank Thomas revelaram que o longa foi seu melhor filme sem a cooperação de Walt Disney.[carece de fontes?]
O filme trata de uma organização presidida por ratos localizada no subsolo da ONU, na cidade de Nova York, que se dedica a ajudar vítimas de sequestro em todo o mundo. Dois ratos, o zelador Bernardo (Bob Newhart) e sua coagente Bianca (Eva Gabor), saem em busca de Penny (Michelle Stacy), uma menina órfã mantida em cativeiro pela caçadora de tesouros Madame Medusa (Geraldine Page).

## Enredo
Em um barco abandonado na Baía do Diabo, uma jovem órfã chamada Penny joga no rio um pedido de ajuda em uma garrafa. A garrafa chega até Nova York, onde é recuperado pela sociedade "Auxílio de Emergência", uma organização internacional de ratos, dentro da Organização das Nações Unidas. A representante da Hungria, senhorita Bianca, se voluntaria para aceitar o caso e escolhe Bernardo, um zelador gaguejante, como seu co-agente. Os dois visitam o orfanato Morningside, onde morava Penny, e conhecem um gato velho chamado Rufus. Ele fala sobre uma mulher chamada Madame Medusa, que uma vez tentou atrair Penny para seu carro e pode ser uma suspeita de sequestro.
Os ratos viajam para a loja de penhores de Medusa, onde eles descobrem que ela e seu parceiro, Asdrúbal, estão em uma busca para encontrar o maior diamante do mundo, o Olho do Diabo. Eles também descobrem que Medusa e Asdrúbal estão mantendo Penny vigiada por dois jacarés treinados, chamados Brutus e Nero, na Baía do Diabo. Com a ajuda de um albatroz chamado Orville e uma libélula nomeada Zigue-Zague, os camundongos seguem Medusa até a baía. Lá, eles aprendem que Penny foi capturada para entrar em um buraco que leva para dentro da caverna dos piratas, onde o Olho do Diabo está escondido.
Bernardo e Bianca encontram Penny e fazem um plano de fuga, enquanto Zigue-Zague parte para alertar os animais locais, que abominam Medusa, mas Orville se atrasa quando é forçado a se esconder de um bando de morcegos. Na manhã seguinte, Medusa e Asdrúbal enviam Penny para dentro da caverna dos piratas para encontrar a jóia, com Bianca e Bernardo escondidos no bolso da saia. Os três logo encontram o Olho do Diabo dentro de um crânio de pirata; Penny ergue a boca aberta com uma espada, e os ratos tentam empurrá-lo para fora, mas logo a maré sobe e começa a inundar a caverna. Bernardo, Bianca e Penny, por pouco, conseguem recuperar o diamante e escapar.
Medusa planeja manter o diamante para si, escondendo-o no urso de pelúcia de Penny, e mirando sua arma contra Penny e Asdrúbal. Quando ela tropeça em uma armadilha de Bernardo e Bianca, Medusa perde o urso para Penny, que foge com ele. Os animais locais chegam ao barco e ajudam Bernardo e Bianca prendendo Brutus e Nero e, em seguida, soltando fogos de artifício do Asdrúbal para criar mais caos. Enquanto isso, Penny e os ratos entram em um aerobarco improvisado de Medusa. Sem sucesso, ela os persegue, usando Brutus e Nero como esquis aquáticos, mas fica agarrada aos destroços do barco com os dois jacarés.
De volta a Nova York, a Sociedade de Auxílio de Emergência assiste a uma reportagem sobre o desfecho do caso: Penny encontrou o Olho do Diabo, o doou para o Instituto Smithsonian e foi adotada. A reunião é interrompida quando Zigue-Zague chega com um pedido de ajuda, enviando Bernardo e Bianca em uma nova aventura.[carece de fontes?]

## Personagens
- Bernardo:  Ratinho zelador do Rescue Aid Society, Bernardo acompanha Miss Bianca em sua missão para salvar a menina Penny. Bernardo não é tão corajoso quanto sua companheira, não gosta de voar e é muito supersticioso. No filme, Bernardo parece ter estar interessado em Bianca.[carece de fontes?]
- Miss Bianca: Uma rata da Hungria, membro da Rescue Aid Society. Ela é sofisticada e aventureira e se oferece para resgatar Penny. Escolhe Bernardo como parceiro para a missão apesar de ele ser apenas o zelador.[carece de fontes?]
- Madame Medusa: A gananciosa proprietária de uma loja de penhores. Madame Medusa não pretende descansar até ter em suas mãos o maior diamante do mundo. Medusa vive na Baía do Diabo e possui dois crocodilos como seguranças, Brutus e Nero. Inicialmente, a vilã seria Cruella De Vil, da animação 101 Dálmatas, mas foi descartada e uma nova vilã foi criada. Todavia, é possível notar várias semelhanças entre as personagens, inclusive os carros que dirigem.[carece de fontes?]
- Penny: Menina órfã que é sequestrada por Madame Medusa. Penny é levada pois é pequena o suficiente para conseguir entrar na caverna subterrânea onde está o diamante. Penny está há muito tempo no orfanato, e seus únicos amigos são o gato Rufus e seu ursinho Teddy.[carece de fontes?]
- Asdrúbal: Desajeitado parceiro de negócios de Madame Medusa, também quer a sua parte do diamante, embora não esteja totalmente de acordo com o plano de Medusa. Por isso, segue os seus próprios passos para tentar consegui-lo.[carece de fontes?]
- Brutus e Nero:  São os dois jacarés obedientes de Madame Medusa que tentam impedir a fuga de Penny.
- Rufus:  Um velho e aposentado gato que mora no orfanato e se torna amigo de Penny.[carece de fontes?]
- Zigue-Zague:  Uma libélula que trabalha para seus salvadores, Bernardo e Bianca, usando uma folha como barco a motor. Ela também envia uma mensagem aos animais do pântano quando a sua ajuda é necessária.[carece de fontes?]
- Orville:  Albatroz que serve como transporte para as equipes de resgate.

## Trilha sonora
As canções do filme foram compostas por Carol Connors, Ayn Robbins, e Sammy Fain. A trilha sonora foi composta por Artie Butler.[carece de fontes?]

## Prêmios e indicações
| Prêmio     | Categoria              | Recipiente                    | Resultado |
| ---------- | ---------------------- | ----------------------------- | --------- |
| Oscar 1977 | Melhor canção original | ("Someone's Waiting For You") | Indicado  |